# .243 Winchester Super Short Magnum
El 243 Winchester Super Short Magnum o 243 WSSM es un cartucho de rifle introducido en 2003. Utiliza el casquillo del .300 WSM (Winchester Short Magnum) reducido y ajustado para alojar una bala de .243 pulgadas / 6mm de diámetro, el cual está diseñado bajo el concepto de generar un alto nivel de efectividad como resultado de las altas velocidades que genera. El nombre correcto para el cartucho, cuando listado por el Instituto de Manufactureros de Armas Deportivas y Municiones (SAAMI), es 243 WSSM, sin un punto decimal. Winchester interrumpió la fabricación de munición 243 WSSM .
Desde el primer semestre de 2016. Desde entonces, el producto es sólo fabricado periódicamente, a menudo en intervalos inconsistentes.

## Diseño
El 243 WSSM es una adición a la familia de munición Winchester Super Corto Magnum (WSSM) , el cual también incluye el .223 WSSM y el .25 WSSM, y la idea detrás del 243 WSSM era desarrollar una versión más compacta y veloz del .243 Winchester.
El caquillo 243 WSSM es inusualmente corto y grueso, contrastando con más otros cartuchos de rifle. Está concebido para aprovechar una deflagración más uniforme y eficaz.

## Performance
En sus tablas balísticas, Winchester lista una velocidad de salida de 4,060 p/s (1,240 m/s) con un proyectil de 55 granos (3.6 g) . Basado en la data de recarga Hodgdon las velocidades típicas tendrían que variar de aproximadamente 4,000 p/s (1,200 m/s) con una bala de 58 granos (3.8 g) a aproximadamente 3,000 p/s (910 m/s) con un proyectil de 100 granos (6.5 g). Generando un aumento del 10% en los rendimientos sobre el .243 Win, pero a costas de munición más cara y menor vida de cañón.
Este cartucho es normalmente utilizado para caza menor y utilizado para cérvidos de tamaño mediano.